# Montes Apenninus

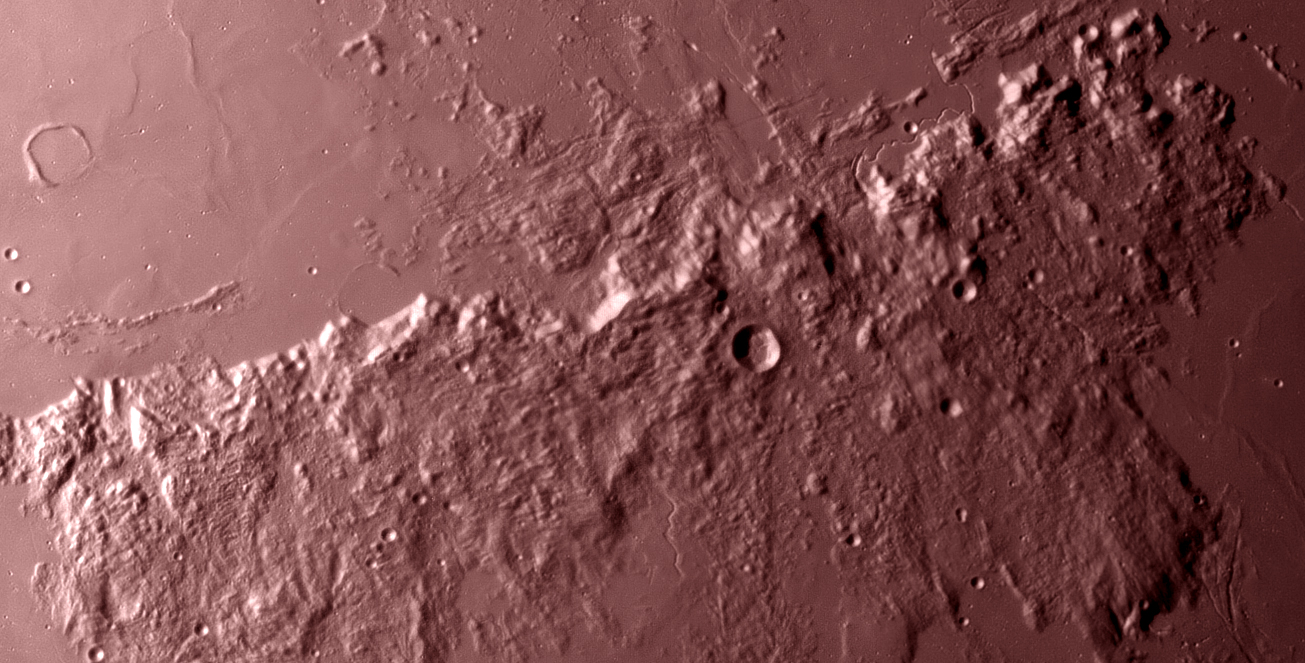
Montes Apenninus.

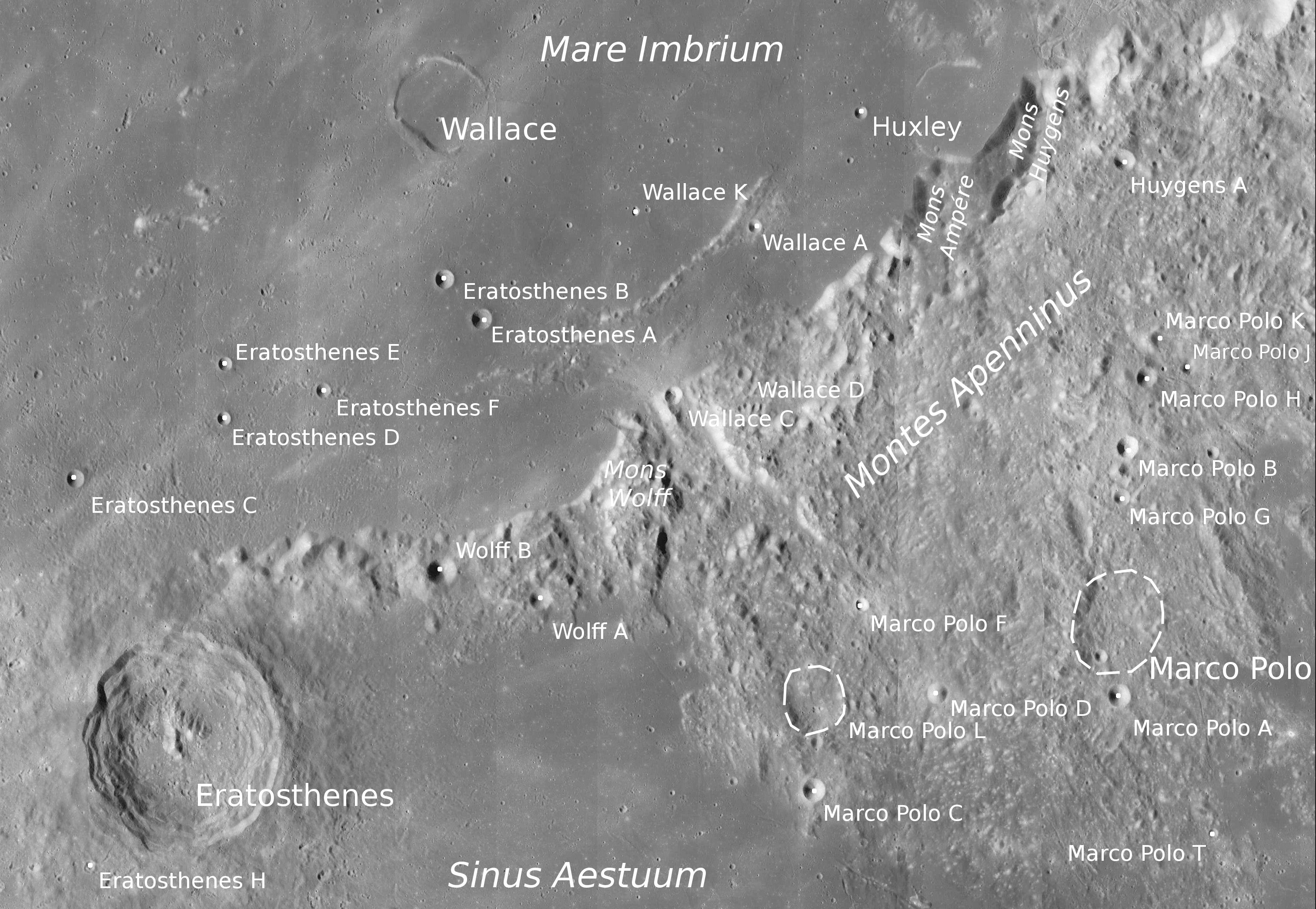
Poloha Montes Apenninus.

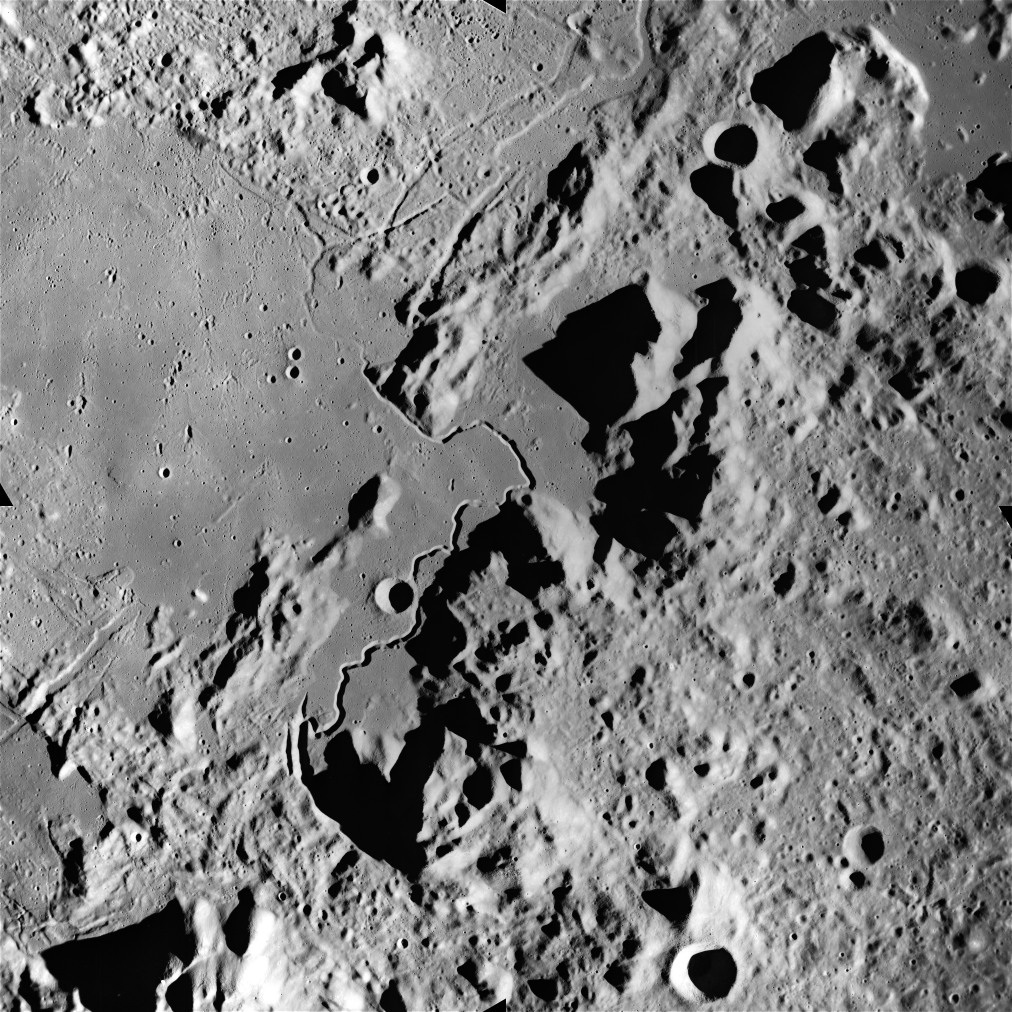
Severní oblast Montes Apenninus s brázdou Rima Hadley.

Montes Apenninus (česky Apeniny) je mohutné pohoří na jihovýchodním okraji Mare Imbrium (Moře dešťů) na přivrácené straně Měsíce. Je součástí vnitřního valu kotliny Mare Imbrium, na této straně jsou svahy relativně strmé (až 30°). Na opačné straně směrem k Mare Vaporum (Moře par) jsou svahy Apenin mírnější. Střední selenografické souřadnice jsou 19,9° S, 0° (nultý poledník), pojmenováno je podle pohoří Apeniny v Iálii.
Délka Montes Apenninus je cca 600 km, některé vrcholy přesahují výšku 5 000 m. Názvy některých vrcholů jsou (od západu k severovýchodu):
- Mons Wolff
- Mons Ampère
- Mons Huygens
- Mons Bradley
- Mons Hadley Delta
- Mons Hadley

Mezi pohořím a velkým kráterem Archimedes leží oblast zvaná Palus Putredinis (Bažina hniloby). U severního okraje hor leží čtveřice malých kráterů Taizo, Béla, Jomo a Carlos, u nichž začíná měsíční brázda Rima Hadley, která se vine po úpatí k hoře Mons Hadley Delta a pak se u místa přistání americké vesmírné expedice Apollo 15 stáčí na severovýchod do bažiny Palus Putredinis (Bažina hniloby).

## Montes Apenninus v kultuře
- Pohoří Montes Apenninus (Apeniny) je zmíněno ve vědeckofantastickém románu britského spisovatele Arthura C. Clarka Měsíční prach.[3]